# Valvifera
Valvifera — підряд морських рівноногих ракоподібних. Представники підряду відрізняються від інших ізопод плоскими, клапаноподібними уроподами, що рухливо прикріплені з боків і загинаються всередину під задню частину тіла, захоплюючі плеоподи. Деякі види є всеїдними, виконуючи санітарну функцію в морській екосистемі. Містить 11 родин:
- Antarcturidae Poore, 2001 (17 родів)
- Arcturidae Dana, 1849 (14 родів)
- Arcturididae Poore, 2001 (1 рід)
- Austrarcturellidae Poore & Bardsley, 1992 (5 родів)
- Chaetiliidae Dana, 1849 (13 родів)
- Holidoteidae Wägele, 1989 (3 родів)
- Holognathidae Thomson, 1904 (5 родів)
- Idoteidae Samouelle, 1819 (22 родів)
- Pseudidotheidae Ohlin, 1901 (1 рід)
- Rectarcturidae Poore, 2001 (1 рід)
- Xenarcturidae Sheppard, 1957 (1 рід)